# Duboki tragovi zla (2011.)
"Duboki tragovi zla" je akcijski karate film Bore Leeja.
Snimanje je dovršeno u prosincu 2011. godine, a film je premijerno prikazan u Gradskom kinu u Sinju 26. prosinca 2011. godine.
Cijeli film je snimljen u Sinju na hrvatskom jeziku. Traje oko 90 minuta.
Režiju i scenarij potpisuje Bore Lee.

## Radnja filma
Film počinje tako što Bore i njegova tri prijatelja igraju na košarke po novac. Dolazi banda i krade im sve. Bore i njegova tri prijatelja kreću u opasnu potragu za bandom i svojim novcem. Na tom putu se nekoliko puta sukobljavaju s bandom. Nakraju ipak uspijevaju pobijediti bandu te vratiti svoj novac i ugled. U filmu između ostaloga glumi i Špiro Marasović, vlasnik taekwondo kluba: Borac/Fighter, nositelj crnog pojasa, prvi dan, zatim Cvita, Borina prijateljica koja je imala zapaženu ulogu u filmu Velike Stijene, Ante Kodžoman koji glumi šefa bande Grabu, te još nekoliko glumaca.
Film će dalje biti prikazivan u directors cut verziji, jer se ova verzija zbog nekih dugih scena pretvara iz trash filma u psihodeliju.